# Necroscia balighena
Necroscia balighena är en insektsart som först beskrevs av Giglio-Tos 1910.  Necroscia balighena ingår i släktet Necroscia och familjen Diapheromeridae. Inga underarter finns listade i Catalogue of Life.